# Rothschild & Cie Banque
Rothschild & Cie Banque è una banca francese che appartiene a Rothschild & Co. Fornisce in Francia servizi di investimento bancario, gestione degli asset e gestione della ricchezza.
È stata ricreata da David de Rothschild, Eric de Rothschild e Edouard de Rothschild nel 1984 dopo la ndal governo socialista del presidente François Mitterrand. Fu capitalizzata con solo un milione di dollari statunitensi e partì con soli 3 impiegati.
All'inizio si chiamava Paris Orléans Banque poiché gli fu proibito usare il nome di famiglia; dal 1986 non ci fu più questa restrizione e fu chiamata Rothschild et Associes Banque e successivamente: Rothschild & Cie Banque.
Ora Rothschild & Cie Banque è la filiale francese di Rothschild & Co ed una delle banche più grandi di Francia nell'area "fusioni e acquisizioni" e nel Private banking.